# Rhynchobapta vulpecula
Rhynchobapta vulpecula là một loài bướm đêm trong họ Geometridae.